# Pont Atchafalaya Basin
Le pont Atchafalaya Basin (aussi connu comme 20 Mile Bridge et Louisiana Airborne Memorial Bridge) est un pont situé en Louisiane, aux États-Unis. Il relie Bâton-Rouge à Lafayette en passant par Breaux Bridge. 

## Présentation
Le pont d'Atchafalaya Basin permet de traverser le bassin d'Atchafalaya recevant les eaux de la rivière Atchafalaya. Ce pont permet à l'autoroute Interstate 10 de franchir cet estuaire de l'Atchafalaya. Le pont n'a que 2 sorties : l'une à Whiskey Bay et l'autre à Butte La Rose.
Cet ouvrage d'art est en réalité constitué de deux ponts parallèles. 
C'est le 18e pont le plus long au monde et le troisième des États-Unis, développant une longueur de 29 290 mètres.

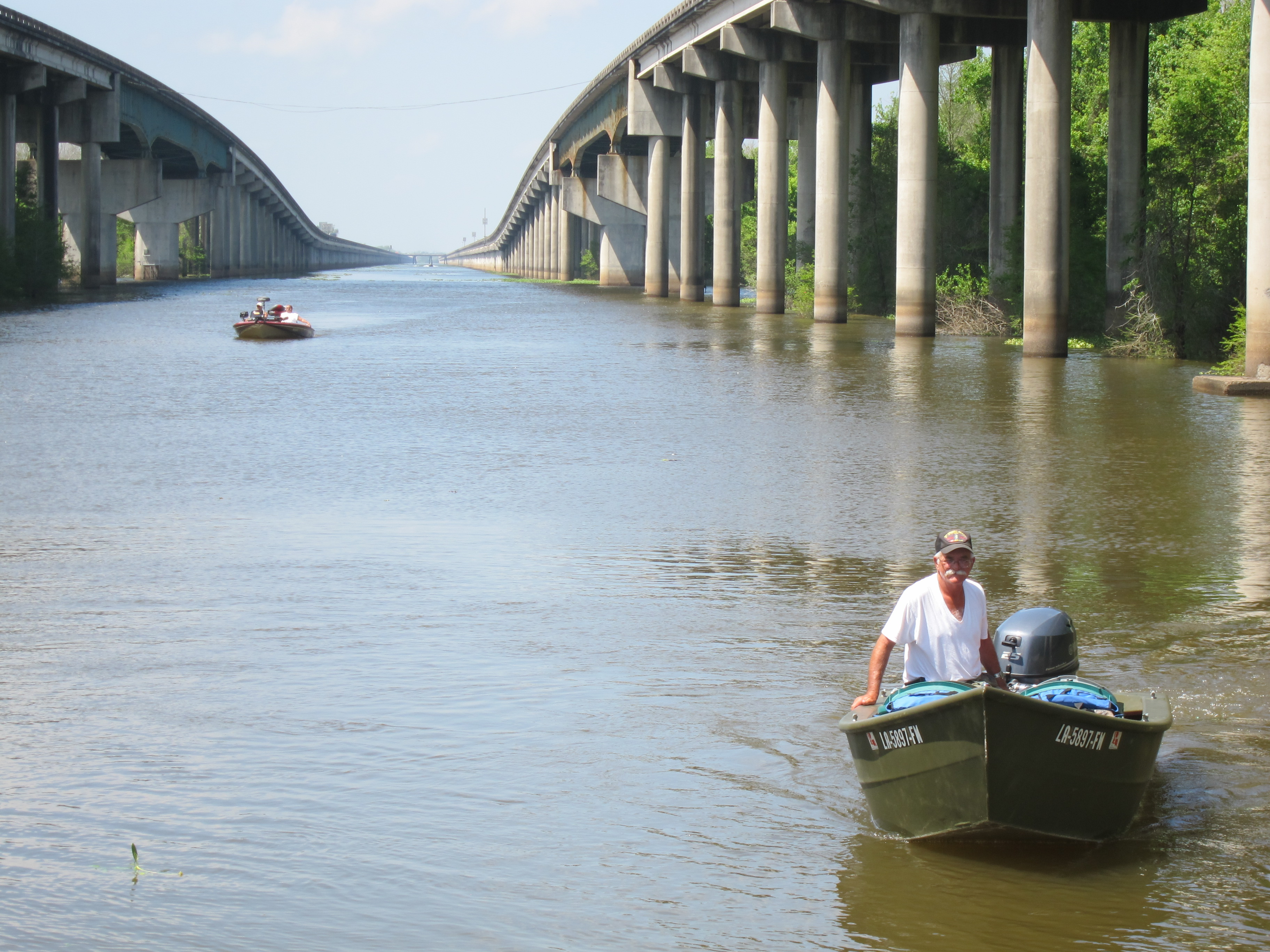
Bateaux naviguant entre les deux chaussées séparées et parallèles du pont Atchafalaya Basin.

## Historique
La construction du pont commence en 1971. Il est ouvert au public en 1973. À l'époque, il était le deuxième plus long pont des États-Unis, derrière le Chaussée du lac Pontchartrain, elle-aussi dans la Louisiane. Le 10 juillet 1989 le pont est rebaptisé Louisiana Airborne Memorial Bridge.